# كريس آدامز
كريس آدامز (بالإنجليزية: Chris Adams) (6 سبتمبر 1927 في المملكة المتحدة - 24 يونيو 2012 في المملكة المتحدة) هو لاعب كرة قدم بريطاني في مركز الهجوم. لعب مع توتنهام هوتسبير ونادي واتفورد ونورويتش سيتي ونادي دارتفورد وLeytonstone F.C. ‏.